# Paonia
Paonia è un centro abitato (town) degli Stati Uniti d'America, situato nella contea di Delta dello Stato del Colorado. Nel censimento del 2000 la popolazione era di 1.497 abitanti.

## Geografia fisica
Secondo i rilevamenti dell'United States Census Bureau, Paonia si estende su una superficie di 2 km².